# Люсіна (Нижньосілезьке воєводство)
Люсіна (пол. Lusina, нім. Lüssen) — село в Польщі, у гміні Уданін Сьредського повіту Нижньосілезького воєводства.
Населення — 407 осіб (2011).
У 1975-1998 роках село належало до Легницького воєводства.

## Демографія
Демографічна структура станом на 31 березня 2011 року:
|          | Загалом | Допрацездатний вік | Працездатний вік | Постпрацездатний вік |
| -------- | ------- | ------------------ | ---------------- | -------------------- |
| Чоловіки | 187     | 29                 | 139              | 19                   |
| Жінки    | 220     | 43                 | 119              | 58                   |
| Разом    | 407     | 72                 | 258              | 77                   |